# بدترین کابوسم
بدترین کابوسم (فرانسوی: Mon pire cauchemar‎) یک فیلم کمدی-درام فرانسوی است که در سال ۲۰۱۱ منتشر شد.

## بازیگران
- بنوآ پولورد
- ایزابل هوپر
- آندری دوسولیه
- ویرژینی افیرا
- اورلیان رکوان
- برونو پودالیدس
- سمیر گسمی